# 陣屋ダム
陣屋ダム（じんやダム）は、福岡県田川郡添田町、一級河川・遠賀川水系中元寺川に建設されたダムである。
福岡県が管理を行う県営ダムで、高さ48.5メートルの重力式コンクリートダム。中元寺川及び合流先である彦山川の治水と、筑豊地域への利水を目的として国庫の補助を受けて建設された補助多目的ダムである。ダムによって形成された人造湖は、特に名称がない。

## 沿革
中元寺川は筑豊地域の大河川である遠賀川水系彦山川の左支川である。流路延長24.6kmの中小河川であるが流域の重要な水源であった。だが小河川ゆえに大雨が降ると容易に洪水を惹き起こし、このため古くから梅雨末期や台風時には水害の被害を与えていた。このため既に1907年（明治39年）から中元寺川は河川改修が実施されてはいたものの、炭鉱地帯であったため堤防整備や河道改修は採掘に影響を及ぼす為に自ずと制限を受け、結局部分的な改修にならざるを得なかった。このため北部九州に壊滅的な被害を与えた1953年（昭和28年）6月の昭和28年西日本水害を始め、戦後も水害の被害は収まらなかった。
一方で流域は筑豊炭田の中心地域でもあったが、エネルギー構造の変化により石炭産業は衰退。代替産業誘致を有利に図るためにはインフラとなる工業用水道の整備と安定供給が不可欠であった。また流域の農業用水や上水道は中元寺川の表流水と伏流水に依存、旱魃時には容易に水不足に悩まされた。このため治水と利水の問題を総合的に解決する為には河川総合開発事業の推進が必要との結論に達し、多目的ダムの建設が求められた。
こうして1961年（昭和36年）より『中元寺川総合開発事業』の中心事業として福岡県による補助多目的ダムが中元寺川に計画され、1967年（昭和42年）より事業が着手された。この多目的ダムが陣屋ダムである。

## 概要
ダムは堤高48.5mの重力式コンクリートダムとして計画された。当初はロックフィルダム案もあったが岩盤が堅固な花崗岩だった事から重力式に決定し、非常用洪水吐きを1門、常用洪水吐きを1門備えるダムとして計画されたが、その後設計を修正し非常用洪水吐きを1門増設した。水没世帯数は1世帯であったが用地買収の補償交渉が難航し、当初の完成予定から2年遅れた1975年（昭和50年）12月に完成、運用が開始された。この際に水没する福岡県道78号添田小石原線の付け替えも行われ、現在はダム左岸を通過している。
目的は田川郡川崎町古屋敷地点を基準として、彦山川合流点までにおける中元寺川の洪水調節、中元寺川流域の既得農地に対する慣行水利権分の用水を確保する不特定利水、田川市・川崎町への上水道供給、及び田川市の田川工業団地に対する工業用水道供給である。上水道・工業用水は川崎町の田原取水口より取水され、各地域に供給される。
現在は田川市民と川崎町民の水がめとして、また洪水から流域を守る要として重要な役割を担っている。
2023年（令和5年）7月10日、梅雨前線豪雨により増水。特例操作の検討が行われたが、最終的に実施は見送られた。